# Microrégion du sertão de Quixeramobim
 (février 2025).
Si vous disposez d'ouvrages ou d'articles de référence ou si vous connaissez des sites web de qualité traitant du thème abordé ici, merci de compléter l'article en donnant les références utiles à sa vérifiabilité et en les liant à la section « Notes et références ».

Localisation de la microrégion du sertão de Quixeramobim

La microrégion du sertão de Quixeramobim est l'une des quatre microrégions qui subdivisent la mésorégion des sertões cearenses, dans l'État du Ceará au Brésil.
Elle comporte 7 municipalités qui regroupaient 247 472 habitants en 2006 pour une superficie totale de 11 940 km2.

## Municipalités[1]
- Banabuiú
- Boa Viagem
- Choró
- Ibaretama
- Madalena
- Quixadá
- Quixeramobim